# Symphlebia perflua
Symphlebia perflua är en fjärilsart som beskrevs av Walker 1869. Symphlebia perflua ingår i släktet Symphlebia och familjen björnspinnare. Inga underarter finns listade i Catalogue of Life.